# Szent Naum
Szent Naum (néhol Ohridi Szent Naum, bolgárul: Свети Наум, Sveti Naum, 830 körül – Ohrid, 910. december 23.) Szent Cirill és Metód tanítványa, a bolgárok misszionáriusa, akit Bulgária hét apostola közt tartanak számon. Halála után az Ortodox Egyház szentté avatta.

## Élete
Naum fiatalkoráról keveset lehet tudni. Ohridi Szent Kelemen Szent Cirill és Metódról szóló hagiográfiája szerint, 863-ban ő is részt vett a két misszionárius nagymoráviai térítő útján. Itteni tartózkodása alatt közreműködött a Biblia óegyházi szláv nyelvre történő lefordításában és a glagolita ábécé kifejlesztésében, Cirill és Metód halála után azonban megmaradt misszionáriustársaival hazatért Bulgáriába. 
876-ban I. Borisz bolgár kán két óegyházi szláv nyelvű iskolát hozott létre birodalma területén: az egyiket az ország fővárosában Pliszkában, a másikat Ohridban. A pliszkai iskola vezetőjévé 886-ban Naumot nevezték ki, ezt a tisztségét 893-ig töltötte be, míg az ohridi iskola vezetője Ohridi Kelemen lett. 893-ban az új bolgár kán, I. Simeon, Ohridi Kelement nevezte ki Berat püspökévé, így helyét az ohridi iskola élén Naum vette át. Ebben a tisztségében fejezte be a cirill ábécé tökéletesítését, mely hamarosan a Bolgár Birodalom hivatalos írásformájává vált. 
905-ben Naum az Ohridi-tó partján kolostort építtetett, itt halt meg 910-ben. Halála után szentté avatták.

## Emlékezete

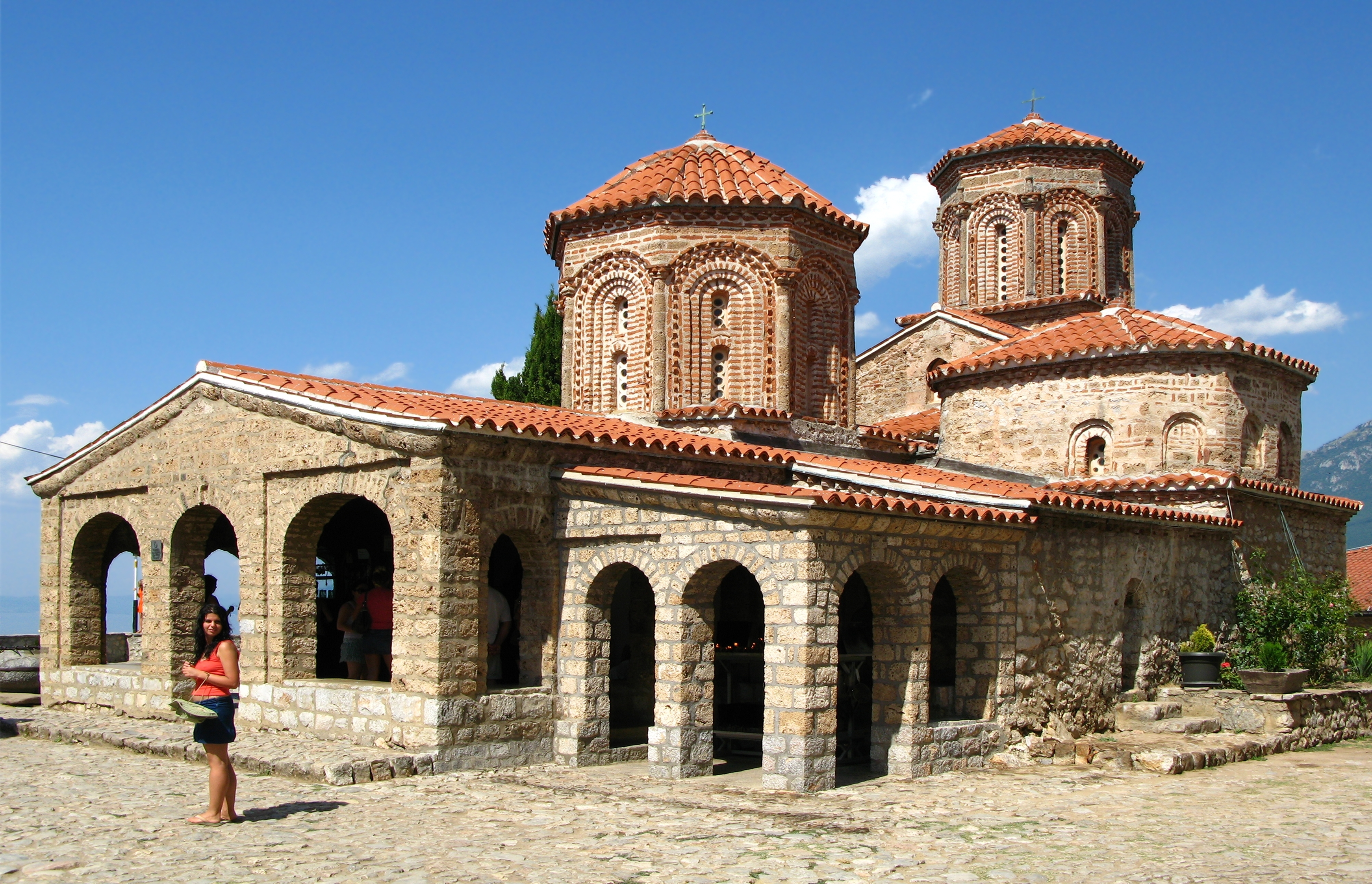
Szent Naum kolostora

Az által alapított kolostort később Szent Naum-monostornak nevezték el és fontos ortodox zarándokhellyé vált.
Az Antarktisz melletti Livingston-szigeten egy hegycsúcsot neveztek el róla.